# Хуан де Салседо
Хуан де Салседо (на испански: Juan de Salcedo) е испански конкистадор.

## Експедиционна дейност (1564 – 1576)
През 1564 г., когато Мигел Лопес Легаспи отплава от Мексико за Филипините взема със себе си 15-годишния си внук Хуан де Салседо, който участва във всичките завоевателни походи на дядо си. През 1570 – 1571 г. вече като официален губернатор на Филипините Легаспи започва завоюването на най-големия филипински остров Лусон. За тази цел той възстановява селището Манила и го превръща в център на новата испанска колония, която остава такава до края на ХІХ в. Преди смъртта си на 20 август 1572 г. Легаспи изпраща внука си, вече капитан, да изследва острова.
От май до август 1573 г., с две малки лодки и 15 войници, Салседо открива западното, северното и източно крайбрежие на острова, в т.ч. устието на река Кагаян (най-голямата на острова), хребета Сиера Мадре (1872 м, покрай североизточния бряг) и о-вите Полильо (14°50′ с. ш. 122°00′ и. д. / 14.833333° с. ш. 122° и. д.). След като изминават на весла над 1300 км испанците се завръщат в Манила крайно изтощени.
В края на 1573 г. завършва изучаването на острова, като с отряд от 120 души открива и останалата – югоизточна част на Лусон. На западния бряг на залива Албай основава град Легаспи (13°09′ с. ш. 123°45′ и. д. / 13.15° с. ш. 123.75° и. д.) и присъединява към испанските владения остров Катандуанес (13°47′ с. ш. 124°15′ и. д. / 13.783333° с. ш. 124.25° и. д.).
През 1574 г. около 3000 китайски пирати обсаждат Манила и Салседо с 600 войници успява не само да отблъсне нападението на китайците, но и преследва пиратите до базата им в днешната провинция Пангасинан, като през 1575 г. я унищожава.